# Chiesa del Santissimo Redentore (Lonigo)
Il duomo di Lonigo è la chiesa parrocchiale, dedicata al santissimo Redentore, di Lonigo in provincia di Vicenza, eretta tra il 1877 e il 1895 in stile neoromanico.
La chiesa venne costruita sul sito in cui si trovava il castello cittadino, al posto della chiesa di San Marco e del convento delle clarisse. L'idea di erigere una nuova chiesa sorse al termine di una processione tenutasi nel 1855 per impetrare la salvezza dal colera e per la necessità di ingrandire la chiesa preesistente.

## Storia
Il progetto si deve all'architetto Giacomo Franco. Nel 1876 venne abbattuto il convento di San Marco e il 24 giugno 1877 venne posata la prima pietra. La direzione dei lavori era stata assunta da Antonio Toffanin che venne assassinato nel cantiere nel 1879 e fu sostituito dal figlio Angelo, appena sedicenne. La chiesa venne consacrata il 20 luglio 1895 alla presenza del cardinale Giuseppe Sarto, patriarca di Venezia.
Durante il pontificato di Pio X, l’arciprete di Lonigo venne insignito del titolo di protonitario apostolico “durante munere”, aveva quindi il privilegio di poter indossare la mitra e possedeva altre particolari insigne concesse dalla Santa Sede, oltre che avere la concessione di celebrare Pontificali in particolari festività.

## Descrizione

### Esterno
L'edificio sorge sopra un rialzo del terreno di circa 2 m, superato con una scalinata. La facciata si presenta a fasce alternate di pietra tufacea e di mattoni, su un basamento in pietra di Chiampo. Riprende la facciata della chiesa di San Zeno a Verona. Si articola in tre parti verticali, quella centrale alta 40 m presenta un coronamento triangolare decorato con archetti; tre pinnacoli sovrastano il timpano.
Al centro si trova un rosone, affiancato da mensole sulle quali hanno trovato posto nel 1995 le statue di San Pietro e di San Paolo.
Il portale centrale, più grande dei laterali, reca sulla lunetta un mosaico realizzato da mosaicisti veneziani, su disegno del pittore Cacciatori (Cristo in trono fra angeli), ispirato alla tradizione bizantino-veneziana.

### Interno
La pianta è a croce latina, con braccio lungo di 78 m e braccio corto di 55 m. L'incrocio del transetto è coperto da una cupola ottagonale.
Dall'ingresso si entra in un basso nartece e quindi alle tre navate, separate da colonne in marmo e coperte a capriata a vista. Il pavimento è in lastre di marmo bianco e grigio. Nella parte alta della navata centrale si aprono bifore di tipo gotico.
Le navate minori terminano con piccole absidi semicircolari. L'altar maggiore presenta un ciborio che trae ispirazione da quello della chiesa di Sant'Ambrogio a Milano. Il tabernacolo è stato scolpito da Egisto Caldana.
Sopra l'altar maggiore è esposto un Crocifisso cinquecentesco, precedentemente collocato nella cappella Vandinelli della chiesa di San Daniele e di cui si narra il miracoloso ritrovamento nei campi chiamati “Le Sante” dopo che i buoi si erano inginocchiati non volendo più muoversi.
Alle spalle dell'altare è stato montato nel 1909 un organo, coprendo le finestre e cambiando l'illuminazione degli spazi interni rispetto al progetto.
Alle pareti delle navate minori sono presenti quadri della Via Crucis a mosaico realizzati a Murano e inaugurati nel 1930, con cornice disegnata da Ferdinando Forlati ed eseguita da Giuseppe  Regagioli.
Sulla controfacciata, sopra il nartece è stata collocata il 20 luglio 1919 una statua in pietra del Cristo redentore.